# Aldeia Galega da Merceana

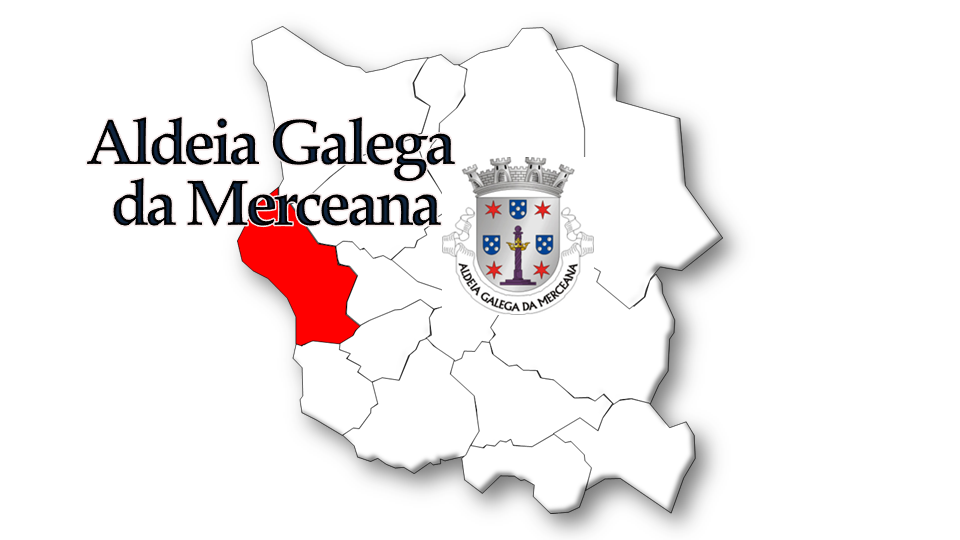
Localização da antiga Freguesia de Aldeia Galega da Merceana no Município de Alenquer

Aldeia Galega da Merceana é uma povoação portuguesa do Município de Alenquer que é sede da União das Freguesias de Aldeia Galega da Merceana e Aldeia Gavinha.
A União das Freguesias de Aldeia Galega da Merceana e Aldeia Gavinha foi criada em 2013, no âmbito de uma reforma administrativa nacional, tendo resultado da agregação das Freguesias de Aldeia Galega da Merceana e de Aldeia Gavinha.
A extinta (agregada) Freguesia de Aldeia Galega da Merceana tinha 19,7 km² de área e 2 079 habitantes (2011) e, por isso, uma densidade populacional de 105,5 hab/km².
A Aldeia Galega da Merceana foi sede de concelho, com foral datado de 1305; este foi extinto em 1855 e integrado no concelho (atual município) de Alenquer. Era constituído pelas freguesias de Aldeia Galega da Merceana e de Aldeia Gavinha. Tinha, em 1801, 1 897 habitantes. Após as reformas administrativas do início do liberalismo foram-lhe anexadas as freguesias de Ventosa e Vila Verde dos Francos. Tinha, em 1849, 4 044 habitantes.

## Descrição da Aldeia
Quintas e terrenos de cultivo circundam o núcleo habitacional consolidado por uma arquitectura também esta medieval. As ruas têm tonalidade branca. A pavimentação é em calçada portuguesa de paralelepípedos brancos, assim como as fachadas demarcadas pelo contraste do branco com o friso normalmente de cor azul e o beirado de cor vermelha.
As construções têm elementos em comum: os vãos em cantaria de pedra, os frisos em tons de azul, os cunhais em pedra emparelhada, as varandas de pouca profundidade em ferro fundido, as medidas altimétricas correspondem a um ou dois pisos e o beirado à portuguesa.
Os materiais de construção foram alterando-se, inicialmente em adobe e telha de canudo e mais recentemente as paredes em tijolo e telha lusa. 
Neste aglomerado destacam-se dois largos que ficam defronte para as duas igrejas: Igreja de Nossa Senhora dos Prazeres e a Igreja da Misericórdia, demarcadas por elementos centrais: o Pelourinho Manuelino e o Fontanário.

## Economia
Em termos económicos, a Aldeia Galega da Merceana vive da agricultura, viticultura,  indústria e comércio.

## Património

### Capelas
- Capela de São João Baptista
- Capela de São Sebastião
- Capela do Arneiro
- Capela do Espírito Santo

### Casas
- Casa alpendrada em Aldeia Galega da Merceana
- Casa da Quinta do Falou ou Quinta Nova
- Casa Medieval de Aldeia Galega da Merceana ou Casa da Rainha

### Igrejas
- Igreja de Nossa Senhora dos Prazeres (Aldeia Galega da Merceana)
- Igreja de Nossa Senhora da Piedade (Merceana)
- Igreja da Misericórdia da Aldeia Galega da Merceana

### Quintas
- Quinta das Corujeiras (Espaço de eventos e casamento mais disputado da região)
- Quinta de São Miguel da Corujeira
- Quinta da Grila
- Quinta da Boavista
- Quinta da Junqueira
- Quinta de Chocapalhas
- Quinta de São João
- Quinta do Anjo
- Quinta do João Carneiro ou Quinta dos Plátanos
- Quinta dos Negros ou Quinta do Carvalho

### Outros
- Pelourinho de Aldeia Galega da Merceana
- Convento de Santo António de Charnais
- Cruzeiro de Falou ou Cruzeiro da Cruz Nova
- Edifício dos Correios, Telégrafos e Telefones, CTT, de Merceana

## Personalidades ilustres
- Visconde de Merceana

## População
Grupos etários em 2001 e 2011			

| Nº de habitantes | Nº de habitantes | Nº de habitantes | Nº de habitantes | Nº de habitantes | Nº de habitantes | Nº de habitantes | Nº de habitantes | Nº de habitantes | Nº de habitantes | Nº de habitantes | Nº de habitantes | Nº de habitantes | Nº de habitantes | Nº de habitantes | Nº de habitantes |
| ---------------- | ---------------- | ---------------- | ---------------- | ---------------- | ---------------- | ---------------- | ---------------- | ---------------- | ---------------- | ---------------- | ---------------- | ---------------- | ---------------- | ---------------- | ---------------- |
| Censo            | 1864             | 1878             | 1890             | 1900             | 1911             | 1920             | 1930             | 1940             | 1950             | 1960             | 1970             | 1981             | 1991             | 2001             | 2011             |
| Habit            | 1 575            | 1 724            | 1 936            | 2 097            | 2 286            | 2 460            | 2 721            | 2 776            | 2 693            | 2 991            | 2 268            | 2 396            | 2 257            | 2 175            | 2 079            |
| Varº             |                  | +9%              | +12%             | +8%              | +9%              | +8%              | +11%             | +2%              | -3%              | +11%             | -24%             | +6%              | -6%              | -4%              | -4%              |

|     | 0-14 anos  | 15-24 anos | 25-64 anos     | 65 e + anos |
| Hab | 307 \| 299 | 260 \| 201 | 1 100 \| 1 077 | 508 \| 502  |
| Var | -3%        | -23%       | -2%            | -1%         |

## Festas e romarias
- Nossa senhora dos Prazeres - 1.º domingo de Junho
- Procissões dos Passos - 3.ª e 4.ª semanas antes da Páscoa
- Divino Espírito Santo - Domingo de Pentecostes
- Círio de Geraldes - Primeira quinzena de Outubro

## Colectividades
As principais colectividades existentes nesta freguesia são:
- Associação de Desenvolvimento Local
- Associação Cultural de Arneiro
- Associação Recreativa e Cultural de Casais Branco
- Associação Recreativa e Cultural de Vale Benfeito
- Centro Cultura e Recreio de Paiol
- Clube de Recreio e Cultura de Paiol
- Clube de Recreio e Cultura de Aldeia Galega
- Clube Regional Recreio e Cultura de Merceana
- Cooperativa de Cultura dos Moradores de Merceana